# Stars Dance
«Stars Dance» — дебютний студійний альбом американської співачки і актриси Селени Гомес, який вийшов 19 липня 2013 на лейблі Hollywood Records. Це її четвертий альбом в цілому, раніше вона випустила три альбоми зі своєю групою Selena Gomez & The Scene в період між 2009 і 2011 роках. Гомес заявила, що запис був під впливом таких співаків, як Брітні Спірс і Skrillex. Музично, Stars Dance являє собою електронний альбом започаткованим в поп, та дабстеп, з елементами техно, диско. Тексти про кохання і відносини, а саме про відносини Селени Гомес з поп співаком Джастіном Бібером. Вона заявила, що вона прийме музичну паузу після виходу альбому, вирішивши зосередитися на своїй акторській кар'єрі.
Після його випуску Stars Dance отримав загалом змішані відгуки від музичних критиків, які доповнюють образ дозрівання Гомес і ліричного змісту, хоча критики своєї родової та електронно-важкий виробництво. Сингл «Come & Get It» вийшов на номер шість в американському чарті Billboard Hot 100. «Slow Down» трек під впливом Dubstep, був доступна для цифрового завантаження у магазині Itunes, він буде відправлений на радіо в США як другий сингл з альбому. Альбом був підтриманий через живі виступи, включаючи Billboard Music Awards і MTV Movie Awards, а також додатково встановлені дати на тур Stars Dance протягом 2013 року.

## Список композицій
| Стандартне видання | Стандартне видання   | Стандартне видання                                                                          | Стандартне видання                        | Стандартне видання |
| #                  | Назва                | Автор                                                                                       | Продюсер(и)                               | Тривалість         |
| ------------------ | -------------------- | ------------------------------------------------------------------------------------------- | ----------------------------------------- | ------------------ |
| 1.                 | «Birthday»           | Crista Russo Mike Del Rio Jacob Kasher Hindlin                                              | Del Rio Matt Beckley                      | 3:20               |
| 2.                 | «Slow Down»          | Lindy Robbins Джулія Майклз Niles Hollowell-Dhar David Kuncio Freddy Wexler                 | The Cataracs Kuncio                       | 3:30               |
| 3.                 | «Stars Dance»        | Antonina Armato Tim James Adam Schmalholz                                                   | Rock Mafia Dubkiller Steve Hammons        | 3:37               |
| 4.                 | «Like a Champion»    | Daniel James Leah Haywood Bebe Rexha Mark Myrie Leroy Sibbles                               | Dreamlab                                  | 2:55               |
| 5.                 | «Come & Get It»      | Ester Dean M.S. Eriksen T.E. Hermansen                                                      | Stargate Dreamlab Dean                    | 3:51               |
| 6.                 | «Forget Forever»     | Jason Evigan Clarence Coffee Alexander Izquierdo Jordan Johnson Stefan Johnson Marcus Lomax | The Monsters & Strangerz Evigan Dan Brook | 4:11               |
| 7.                 | «Save the Day»       | Mitch Allan Evigan Olivia Waithe                                                            | The Suspex                                | 3:52               |
| 8.                 | «B.E.A.T.»           | Wexler Jai Marlon Heather Jeanette Miley                                                    | Wexler Marlon P. Andredi                  | 3:04               |
| 9.                 | «Write Your Name»    | D. James Haywood Arnthor Birgisson                                                          | Dreamlab                                  | 3:16               |
| 10.                | «Undercover»         | Hollowell-Dhar Robbins Michaels Rome Ramirez                                                | The Cataracs                              | 3:53               |
| 11.                | «Love Will Remember» | Armato Дезмонд Чайлд David Jost T. James                                                    | Rock Mafia Dubkiller                      | 3:30               |
| 38:59              |                      |                                                                                             |                                           |                    |

| Міжнародне видання (бонусні треки) | Міжнародне видання (бонусні треки) | Міжнародне видання (бонусні треки)           | Міжнародне видання (бонусні треки) | Міжнародне видання (бонусні треки) |
| #                                  | Назва                              | Автор                                        | Producer(s)                        | Тривалість                         |
| ---------------------------------- | ---------------------------------- | -------------------------------------------- | ---------------------------------- | ---------------------------------- |
| 12.                                | «Nobody Does It Like You»          | Селена Гомес Toby Gad Robbins                | Gad AFSHeeN                        | 3:56                               |
| 13.                                | «Music Feels Better»               | Селена Гомес Haywood D. James Jeremy Coleman | JMike Dreamlab Rob Ghost           | 3:10                               |

| Міжнародне розширене видання/Ексклюзивні треки для Target | Міжнародне розширене видання/Ексклюзивні треки для Target | Міжнародне розширене видання/Ексклюзивні треки для Target                          | Міжнародне розширене видання/Ексклюзивні треки для Target | Міжнародне розширене видання/Ексклюзивні треки для Target |
| #                                                         | Назва                                                     | Автор                                                                              | Продюсер(и)                                               | Тривалість                                                |
| --------------------------------------------------------- | --------------------------------------------------------- | ---------------------------------------------------------------------------------- | --------------------------------------------------------- | --------------------------------------------------------- |
| 14.                                                       | «Lover in Me»                                             | Селена Гомес D. James Haywood Brian Lee Stuart Crichton                            | Dreamlab Lee                                              | 3:29                                                      |
| 15.                                                       | «I Like It That Way»                                      | Joshua Coleman Hindlin Rickard Göransson Fransisca Hall Alexander Castillo Vasquez | Ammo A.C. Beckley                                         | 4:16                                                      |

| Видання для Amazon.com (бонусні треки) | Видання для Amazon.com (бонусні треки) | Видання для Amazon.com (бонусні треки) | Видання для Amazon.com (бонусні треки) | Видання для Amazon.com (бонусні треки) |
| #                                      | Назва                                  | Автор                                  | Продюсер(и)                            | Тривалість                             |
| -------------------------------------- | -------------------------------------- | -------------------------------------- | -------------------------------------- | -------------------------------------- |
| 14.                                    | «Come & Get It» (DJ Laszlo Club Remix) | Dean Eriksen Hermansen                 | Stargate DJ Laszlo                     | 7:42                                   |

| Японське розширене видання (бонусні треки) | Японське розширене видання (бонусні треки) | Японське розширене видання (бонусні треки) | Японське розширене видання (бонусні треки) | Японське розширене видання (бонусні треки) |
| #                                          | Назва                                      | Автор                                      | Продюсер(и)                                | Тривалість                                 |
| ------------------------------------------ | ------------------------------------------ | ------------------------------------------ | ------------------------------------------ | ------------------------------------------ |
| 16.                                        | «Come & Get It» (Jump Smokers Radio Remix) | Dean Eriksen Hermansen                     | Stargate Jump Smokers                      | 3:40                                       |

| Японське розширене видання (бонусний DVD) | Японське розширене видання (бонусний DVD) | Японське розширене видання (бонусний DVD) |
| #                                         | Назва                                     | Тривалість                                |
| ----------------------------------------- | ----------------------------------------- | ----------------------------------------- |
| 1.                                        | «Come & Get It» (music video)             |                                           |
| 2.                                        | «Slow Down» (music video)                 |                                           |
| 3.                                        | «Stars Dance» (track by track commentary) |                                           |

| Розширене видання для Walmart (DVD) | Розширене видання для Walmart (DVD)                      | Розширене видання для Walmart (DVD) |
| #                                   | Назва                                                    | Тривалість                          |
| ----------------------------------- | -------------------------------------------------------- | ----------------------------------- |
| 1.                                  | «Hit the Lights» (live at Walmart Soundcheck)            | 3:25                                |
| 2.                                  | «Who Says» (live at Walmart Soundcheck)                  | 3:21                                |
| 3.                                  | «Love You Like a Love Song» (live at Walmart Soundcheck) | 3:41                                |
| 4.                                  | «Come & Get It» (live at Walmart Soundcheck)             | 3:50                                |
| 5.                                  | «Naturally» (live at Walmart Soundcheck)                 | 3:15                                |

## Чарти
| Чарт (2013)                     | Місце |
| ------------------------------- | ----- |
| Argentine Albums (CAPIF)        | 2     |
| Australian Albums Chart         | 8     |
| Austrian Albums Chart           | 6     |
| Belgian Albums Chart (Фландрія) | 5     |
| Belgian Albums Chart (Валлонія) | 10    |
| Brazilian Albums Chart          | 1     |
| Canadian Albums Chart           | 1     |
| Czech Albums Chart              | 2     |
| Chinese Albums Chart            | 1     |
| Danish Albums Chart             | 2     |
| Dutch Albums Chart              | 10    |
| Finnish Albums Chart            | 17    |
| French Albums Chart             | 12    |
| German Albums Chart             | 4     |
| Greek Albums Chart              | 6     |
| Hungarian Albums Chart          | 1     |
| Irish Albums Chart              | 1     |
| Italian Albums Chart            | 4     |
| Mexican Albums Chart            | 1     |
| New Zealand Albums Chart        | 5     |
| Norwegian Albums Chart          | 1     |
| Polish Albums Chart             | 5     |
| Portuguese Albums Chart         | 2     |
| Scottish Albums Chart           | 14    |
| Spanish Albums Chart            | 4     |
| Swedish Albums Chart            | 46    |
| Swiss Albums Chart              | 6     |
| UK Albums Chart                 | 14    |
| Billboard 200                   | 1     |

## Продажі
| Країна                       | Сертифікація (таблиця продажів та сертифікатів) | Продажі  |
| ---------------------------- | ----------------------------------------------- | -------- |
| Аргентина (CAPIF)            | Золото                                          | +20,000  |
| Бразилія (Pro-Música Brasil) | Платина                                         | +40,000  |
| Канада (CRIA)                | Золото                                          | +5,000   |
| Мексика (AMPROFON)           | Платина                                         | +60,000  |
| Португалія (AFP)             | Платина                                         | +20,000  |
| США (RIAA)                   |                                                 | +407,000 |

## Історія релізів
| Країна          | Дата            | Формат                  | Лейбл            |
| --------------- | --------------- | ----------------------- | ---------------- |
| Нідерланди      | 19 липня 2013   | CD цифрове завантаження | Universal        |
| Німеччина       | 19 липня 2013   | CD цифрове завантаження | Universal        |
| Сингапур        | 19 липня 2013   | CD цифрове завантаження | Hollywood        |
| Мексика         | 22 липня 2013   | CD цифрове завантаження | Hollywood        |
| Іспанія         | 22 липня 2013   | CD цифрове завантаження | Hollywood        |
| Велика Британія | 22 липня 2013   | CD цифрове завантаження | Hollywood        |
| Близький Схід   | 22 липня 2013   | CD цифрове завантаження | Hollywood        |
| Бразилія        | 22 липня 2013   | CD цифрове завантаження | Hollywood        |
| Франція         | 22 липня 2013   | CD цифрове завантаження | Hollywood        |
| США             | 23 липня 2017   | CD цифрове завантаження | Hollywood        |
| Італія          | 23 липня 2017   | CD цифрове завантаження | Hollywood        |
| Ізраїль         | 24 липня 2013   | CD цифрове завантаження | Helicon          |
| Японія          | 25 вересня 2013 | CD цифрове завантаження | Avex Marketing   |
| Китай           | 27 жовтня 2013  | CD                      | Starsing Culture |